# Mayagodsdienst

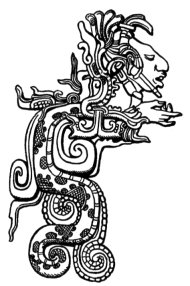
Verschijning van voorouder

De Mayagodsdienst is een Mesoamerikaanse religie die zowel de religieuze gebruiken en opvattingen van de huidige boerenbevolking van Zuid-Mexico, Guatemala en Belize omvat als die welke bestonden in de vele voor-Spaanse Maya-koninkrijken (200 v.Chr.-1689 na Chr.). De Mayareligie heeft veel gemeen met andere religieuze systemen, zoals die van Azteken, Mixteken en Zapoteken.
De huidige Mayagodsdienst heeft weliswaar tal van Rooms-Katholieke elementen in zich opgenomen, maar is toch nog duidelijk de voortzetting van de oude inheemse veelgodendienst. Wat we weten over de vroegere Mayareligie is afkomstig uit vouwboeken, inscripties, archeologische opgravingen, verslagen van Spaanse missionarissen, en de vroeg-koloniale Mayaliteratuur, zoals de Popol Vuh.

## Wereldbeeld
De Maya's hadden verschillende beelden van de wereld: plat en vierkant als een maisveld, of rond als een schildpad. Veel goden en verschijnselen werden naar de vier windstreken geordend.

## Godenwereld
Voor de kennis van de goden en helden zijn drie bewaard gebleven vouwboeken (vooral de Dresdener codex) het uitgangspunt - vaak corresponderend met afbeeldingen op Mayavazen uit de Klassieke periode (200-900 na Chr.) - alsmede de beschrijvingen van de Franciscaan Diego de Landa. De goden uit de vouwboeken worden met afzonderlijke letters geïdentificeerd; daarnaast worden vaak de bijbehorende Yucateekse namen gebruikt, voor zover bekend. De doodsgoden hoorden thuis in een onderwereld (Xibalba); andere goden worden soms met een van de hemelen geassocieerd. Eigenschappen van godheden overlappen elkaar soms; veel goden hadden zowel negatieve als positieve aspecten, en ook destructieve goden hadden hun cultus. Tot de voornaamste goden behoorden:
- de scheppende oppergod Itzamna
- hemelgoden, met name de zonnegod (Kinich Ahau), de jonge maangodin, en de verschillende patroongoden van de Venuscyclus
- weer- en landbouwgoden, met name de regengoden (Chaacob), de bliksemgod (Bolon Dzacab), de oude goden van het onderaardse, het aardse water en het onweer (Bacabs), en de maisgoden
- oorlogsgoden, vaak met jaguarkenmerken
- zee- en riviergoden
- goden van beroepsgroepen, zoals die van de kooplieden (Ek Chuah, god L), zwarte tovenaars (god L), vroedvrouwen (Ixchel)
- goden van de dieren, zoals de 'Heer van de Herten'
- de jonge godin van seksualiteit en huwelijk
- doodsgoden (God A en God A', Cimi, Cizin)
- helden, zoals de Tweelingen (Hunahpu en Xbalanque) en de Maisbrenger

## Kalender
Er bestonden tal van tijdscycli, waarvan de belangrijkste de Kalenderkringloop was (de Tzolkinkalender van 260 dagen), en de Haab-jaarrekening van 365 dagen. Daarnaast bestond een niet-cyclische 'Lange Telling' die uitging van een datum in het mythische verleden. De tzolkin was en is de waarzegkalender, de haab-kalender omvatte 18 maanden van 20 dagen die elk een eigen godenfeest hadden en werd besloten met vijf ongeluksdagen voorafgaand aan Nieuwjaar.